# Championnat du Japon de sport-prototypes 1991
Navigation
Édition précédente Édition suivante
Le Championnat du Japon de sport-prototypes 1991 est la 9e saison du Championnat du Japon de sport-prototypes. Il s'est couru du 10 mars 1990 au 3 novembre 1991, comprenant sept épreuves.

## Calendrier
| Manche | Course                        | Circuit | Participants | Date         |
| ------ | ----------------------------- | ------- | ------------ | ------------ |
| 1      | All Japan Fuji 500 km         | Fuji    | 15           | 10 mars      |
| 2      | All Japan Fuji 1000 km        | Fuji    | 18           | 5 mai        |
| 3      | All Japan Fuji 500 Miles      | Fuji    | 13           | 22 juillet   |
| 4      | International Suzuka 1 000 km | Suzuka  | 12           | 25 août      |
| 5      | Sugo International 500 km     | Sugo    | 14           | 16 septembre |
| 6      | Interchallenge Fuji 1000 km   | Fuji    | 16           | 6 octobre    |
| 7      | Sugo International 500 Miles  | Sugo    | 15           | 3 novembre   |

## Engagés
| No. | Pays                    | Équipe                   | Voiture                    | Pneu                | Pilotes                                                                                              | Pilotes                                                                                              | Pilotes                                                                                              |
| No. | Pays                    | Équipe                   | Voiture                    | Pneu                | Les chiffres entre parenthèses sont la ou les manches auxquelles le pilote ou l'écurie sont inscrits | Les chiffres entre parenthèses sont la ou les manches auxquelles le pilote ou l'écurie sont inscrits | Les chiffres entre parenthèses sont la ou les manches auxquelles le pilote ou l'écurie sont inscrits |
| --- | ----------------------- | ------------------------ | -------------------------- | ------------------- | --- | --- | --- |
| 1   |                         | Nissan Motorsport        | Nissan R90CP               | B                   | Masahiro Hasemi (1, 4)                                                                               | Anders Olofsson (1, 4)                                                                               | |
| 1   | Nissan R91CP            | Nissan Motorsport        | Masahiro Hasemi (2-3, 5-7) | B                   | Anders Olofsson (2-3, 5-7)                                                                           | | |
| 2   |                         | Team Taisan              | Porsche 962C               | Y                   | Stanley Dickens (1-2)                                                                                | Kunimitsu Takahashi (1-2)                                                                            | Will Hoy (2)                                                                                         |
| 3   | Will Hoy (1)            | Team Taisan              | Porsche 962C               | Y                   | Harald Huysman (1)                                                                                   | | |
| 3   |                         | Navi Connection Racing   | Mazda 767B-Ford            | D                   | Taku Akaike (5-7)                                                                                    | Karou Iida (5-7)                                                                                     | |
| 7   |                         | The Alpha Racing         | Porsche 962C               | Y                   | Tiff Needell (1-2)                                                                                   | Anthony Reid (1-2)                                                                                   | Raul Boesel (6)                                                                                      |
| 7   | Bob Wollek (6)          | The Alpha Racing         | Porsche 962C               | Y                   | Oscar Larrauri (7)                                                                                   | Jonathan Palmer (7)                                                                                  | |
| 17  |                         | TWR Suntec Jaguar        | Jaguar XJR-14              | G                   | David Brabham (7)                                                                                    | Teo Fabi (7)                                                                                         | |
| 18  | Jaguar XJR-11           | TWR Suntec Jaguar        | D                          | Mauro Martini (2-6) | Jeff Krosnoff (2-6)                                                                                  | John Nielsen (3-4)                                                                                   | |
| 18  | Jaguar XJR-14           | TWR Suntec Jaguar        | G                          | Mauro Martini (7)   | Jeff Krosnoff (7)                                                                                    | | |
| 21  |                         | Aoshima Tsunemasa Racing | Spice SE90C-Ford           | D                   | Hideo Fukuyama (5-6)                                                                                 | Hideshi Matsuda (en) (5-6)                                                                           | Tomiko Yoshikawa (de)(6)                                                                             |
| 23  |                         | Nissan Motorsport        | Nissan R91CP               | B                   | Kazuyoshi Hoshino (Toutes)                                                                           | Toshio Suzuki (Toutes)                                                                               | |
| 25  |                         | Team LeMans              | Nissam R91VP               | Y                   | Hideki Okada (Toutes)                                                                                | Takao Wada (1-4)                                                                                     | Maurizio Sandro Sala (4)                                                                             |
| 25  | Masahiko Kageyama (5-7) | Team LeMans              | Nissam R91VP               | Y                   | | | |
| 27  |                         | FromA Racing             | Nissan R91CK               | B                   | Akihiko Nakaya (Toutes)                                                                              | Volker Weidler (Toutes)                                                                              | Thomas Danielsson (en) (2)                                                                           |
| 36  |                         | Toyota Team TOM'S        | Toyota 90C-V               | B                   | Hitoshi Ogawa (1)                                                                                    | Masanori Sekiya (1)                                                                                  | |
| 36  | Toyota 91C-V            | Toyota Team TOM'S        | Hitoshi Ogawa (2-7)        | B                   | Masanori Sekiya (2-7)                                                                                | Andy Wallace (4)                                                                                     | |
| 37  | Toyota 90C-V            | Toyota Team TOM'S        | Geoff Lees (1)             | B                   | Pierre-Henri Raphanel (1)                                                                            | | |
| 37  | Toyota 91C-V            | Toyota Team TOM'S        | Geoff Lees (2-7)           | B                   | Pierre-Henri Raphanel (2)                                                                            | Eje Elgh (3-7)                                                                                       | |
| 37  | Toyota 91C-V            | Toyota Team TOM'S        | Andy Wallace (4, 6-7)      | B                   | | | |
| 38  |                         | Toyota Team SARD         | Toyota 90C-V               | B                   | Roland Ratzenberger (1)                                                                              | Naoki Nagasaka (1)                                                                                   | |
| 38  | Toyota 91C-V            | Toyota Team SARD         | Roland Ratzenberger (2-7)  | B                   | Naoki Nagasaka (2-4, 6)                                                                              | Pierre-Henri Raphanel (3-7)                                                                          | |
| 77  |                         | Team Fedco               | Spice SE91C-Ford           | D                   | Kiyoshi Misaki (en) (2-3)                                                                            | Hisashi Yokoshima (en) (2-3)                                                                         | |
| 91  |                         | Team 0123                | Porsche 962C               | D                   | Julian Bailey (4)                                                                                    | Kenny Acheson (4, 6)                                                                                 | James Weaver (6)                                                                                     |
| 92  |                         | Team Schuppan            | Porsche 962C               | D                   | Hurley Haywood (1)                                                                                   | James Weaver (1)                                                                                     | |
| 100 |                         | Nisseki Racing Team      | Porsche 962GTi             | D                   | Steven Andskär (Toutes)                                                                              | George Fouché (Toutes)                                                                               | |
| 201 |                         | Mazdaspeed               | Mazda 787                  | D                   | Pierre Dieudonné (1)                                                                                 | David Kennedy (1)                                                                                    | |
| 201 | Mazda 787B              | Mazdaspeed               | David Kennedy (2, 4-5)     | D                   | Tetsuya Oota (en) (2)                                                                                | Bertrand Gachot (3)                                                                                  | |
| 201 | Mazda 787B              | Mazdaspeed               | Johnny Herbert (3, 6)      | D                   | Yojiro Terada (4-5, 7)                                                                               | Takashi Yorino (4)                                                                                   | |
| 201 | Mazda 787B              | Mazdaspeed               | Maurizio Sandro Sala (6)   | D                   | Pierre Dieudonné (7)                                                                                 | | |
| 202 | Mazda 787               | Mazdaspeed               | Yojiro Terada (1-3)        | D                   | Takashi Yorino (1-3)                                                                                 | | |
| 202 | Mazda 787B              | Mazdaspeed               | Tetsuya Ota (en) (5)       | D                   | Takashi Yorino (5-7)                                                                                 | David Kennedy (6-7)                                                                                  | |
| 230 |                         | Pleasure Racing          | Mazda 767B                 | D                   | Tetsuji Shiratori (Toutes)                                                                           | Masatomo Shimizu (1-6)                                                                               | Shuji Fujii (1, 3-5, 7)                                                                              |

## Résultats de la saison

### Courses
| Manche | Circuit | Équipe vainqueur                                         | Résultats |
| Manche | Circuit | Pilote vainqueur                                         | Résultats |
| ------ | ------- | -------------------------------------------------------- | --------- |
| 1      | Fuji    | Nissan Motorsports                                       | Résultats |
| 1      | Fuji    | Kazuyoshi Hoshino Toshio Suzuki                          | Résultats |
| 2      | Fuji    | Nissan Motorsports                                       | Résultats |
| 2      | Fuji    | Kazuyoshi Hoshino Toshio Suzuki                          | Résultats |
| 3      | Fuji    | Toyota Team TOM'S                                        | Résultats |
| 3      | Fuji    | Hitoshi Ogawa Masanori Sekiya                            | Résultats |
| 4      | Suzuka  | Toyota Team SARD                                         | Résultats |
| 4      | Suzuka  | Roland Ratzenberger Pierre-Henri Raphanel Naoki Nagasaka | Résultats |
| 5      | Sugo    | Toyota Team TOM'S                                        | Résultats |
| 5      | Sugo    | Geoff Lees Eje Elgh                                      | Résultats |
| 6      | Fuji    | Nissan Motorsports                                       | Résultats |
| 6      | Fuji    | Kazuyoshi Hoshino Toshio Suzuki                          | Résultats |
| 7      | Sugo    | TWR Suntech                                              | Résultats |
| 7      | Sugo    | David Brabham Teo Fabi                                   | Résultats |

## Classements

### Attribution des points
| Système des points | Système des points | Système des points | Système des points | Système des points | Système des points | Système des points | Système des points | Système des points | Système des points | Système des points | Système des points |
| Position           | 1er                | 2e                 | 3e                 | 4e                 | 5e                 | 6e                 | 7e                 | 8e                 | 9e                 | 10e                | Au-delà            |
| ------------------ | ------------------ | ------------------ | ------------------ | ------------------ | ------------------ | ------------------ | ------------------ | ------------------ | ------------------ | ------------------ | ------------------ |
| Points             | 20                 | 15                 | 12                 | 10                 | 8                  | 6                  | 4                  | 3                  | 2                  | 1                  | 0                  |

### Championnat des pilotes

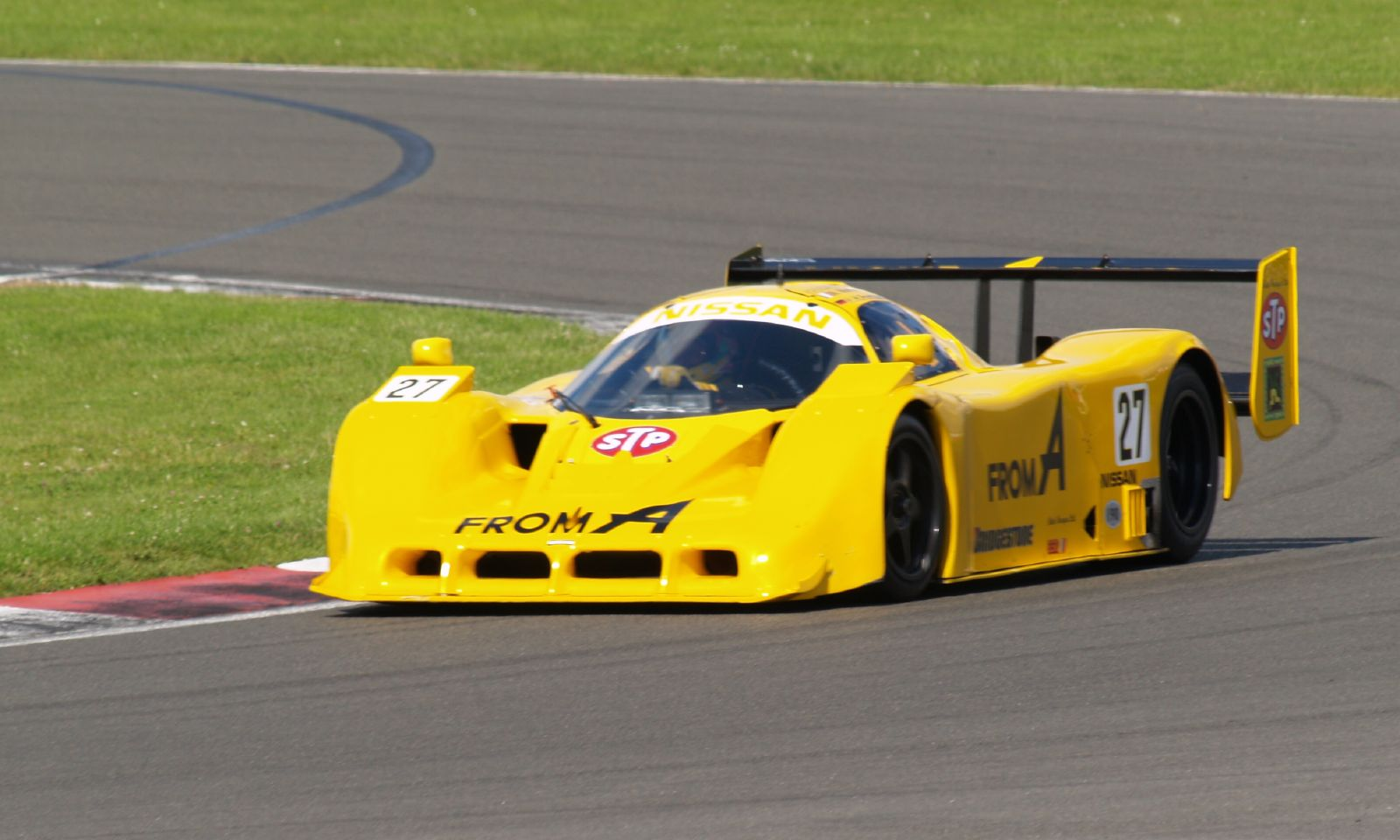
La Nissan R91CK de l'écurie FromA Racing pilotée par Akihiko Nakaya, Volker Weidler et durant le Championnat du Japon de sport-prototypes 1991

| Pos. | Pilote            | Voiture              | FUJ | FUJ  | FUJ  | SUZ  | SUG | FUJ  | SUG | Total |
| ---- | ----------------- | -------------------- | --- | ---- | ---- | ---- | --- | ---- | --- | ----- |
| 1    | Kazuyoshi Hoshino | Nissan R91CP         | 1   | 1    | 2    | Abd. | 11  | 1    | 3   | 87    |
| 2    | Toshio Suzuki     | Nissan R91CP         | 1   | 1    | 2    | Abd. | 11  | 1    | 3   | 87    |
| 3    | Masanori Sekiya   | Toyota 91C-V / 90C-V | 3   | 3    | 1    | 4    | 10  | 2    | 2   | 85    |
| 4    | Hitoshi Ogawa     | Toyota 91C-V / 90C-V | 3   | 3    | 1    | 4    | 10  | 2    | 2   | 85    |
| 5    | Geoff Lees        | Toyota 91C-V / 90C-V | 6   | 5    | 3    | Abd. | 1   | Abd. | 5   | 54    |
| 6    | Akihiko Nakaya    | Nissan R91CK         | 2   | Abd. | 6    | 2    | 2   | Abd. | 10  | 52    |
| 7    | Volker Weidler    | Nissan R91CK         | 2   | Abd. | 6    | 2    | 2   | Abd. | 10  | 52    |
| 8    | George Fouché     | Porsche 962C GTi     | 7   | 4    | 5    | 5    | 4   | 5    | 7   | 52    |
| 9    | Steven Andskär    | Porsche 962C GTi     | 7   | 4    | 5    | 5    | 4   | 5    | 7   | 52    |
| 10   | Masahiro Hasemi   | Nissan R91CP / R90CP | 9   | 2    | Abd. | 3    | 3   | Abd. | 4   | 51    |
| 11   | Anders Olofsson   | Nissan R91CP / R90CP | 9   | 2    | Abd. | 3    | 3   | Abd. | 4   | 51    |

| Couleur | Résultat                     |
| ------- | ---------------------------- |
| Or      | Vainqueur                    |
| Argent  | 2e place                     |
| Bronze  | 3e place                     |
| Vert    | Terminé, dans les points     |
| Bleu    | Terminé, pas dans les points |
| Violet  | Abandon (Ab.) ou (Ret)       |
| Violet  | Non classé (NC)              |
| Rouge   | Pas qualifié (DNQ)           |
| Noir    | Disqualifié (DSQ)            |
| Blanc   | Pas au départ (DNS)          |
| Blanc   | Forfait (WD)                 |
| Blanc   | N'a pas participé (DNP)      |
| Blanc   | Blessé (INJ)                 |
| Blanc   | Exclu (EX)                   |
| Blanc   | Course annulée (C)           |

### Championnat des constructeurs

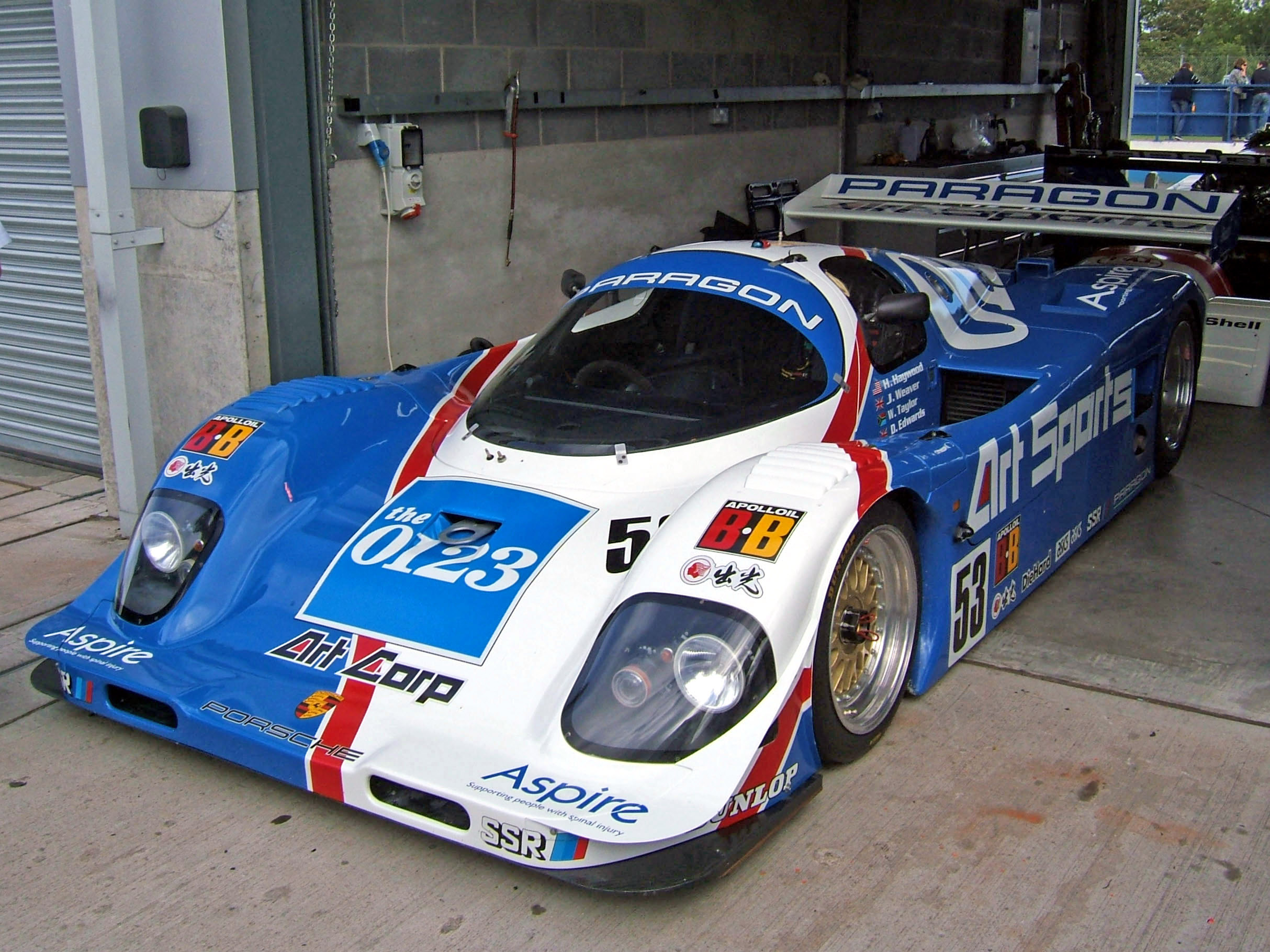
La Porsche 962C de l'écurie Team 0123 pilotée par Julian Bailey, Kenny Acheson et James Weaver durant le Championnat du Japon de sport-prototypes 1991

| Pos. | Constructeur | FUJ | FUJ  | FUJ  | SUZ  | SUG | FUJ  | SUG | Total |
| ---- | ------------ | --- | ---- | ---- | ---- | --- | ---- | --- | ----- |
| 1    | Nissan       | 1   | 1    | 2    | 2    | 2   | 1    | 3   | 117   |
| 2    | Toyota       | 3   | 3    | 1    | 1    | 1   | 2    | 2   | 114   |
| 3    | Porsche      | 5   | 4    | 5    | 5    | 4   | 5    | 7   | 56    |
| 4    | Mazda        | 12  | 6    | 4    | 6    | 9   | 3    | 6   | 42    |
| 5    | Jaguar       |     | Abd. | Abd. | Abd. | 6   | 7    | 1   | 30    |
| 6    | Spice        |     | Abd. | 7    |      | 8   | Abd. |     | 7     |

| Couleur | Résultat                     |
| ------- | ---------------------------- |
| Or      | Vainqueur                    |
| Argent  | 2e place                     |
| Bronze  | 3e place                     |
| Vert    | Terminé, dans les points     |
| Bleu    | Terminé, pas dans les points |
| Violet  | Abandon (Ab.) ou (Ret)       |
| Violet  | Non classé (NC)              |
| Rouge   | Pas qualifié (DNQ)           |
| Noir    | Disqualifié (DSQ)            |
| Blanc   | Pas au départ (DNS)          |
| Blanc   | Forfait (WD)                 |
| Blanc   | N'a pas participé (DNP)      |
| Blanc   | Blessé (INJ)                 |
| Blanc   | Exclu (EX)                   |
| Blanc   | Course annulée (C)           |